# Vladímir III de Kíev
Vladímir III de Kíev (rus: Владимир Рюрикович Vladímir Rúrikovitx ucraïnès: Володимир РюриковичVolodímir Rúrikovitx -1187 – 3 de març de 1239), fou príncep de Pereiàslav, Smolensk (1212-1219) i Gran Príncep de la Rus de Kíev (de 1224 a 1233 i de 1234 a 1236). Era el fill petit de Rúrik II de Kíev i Anna de Turov. En 1223, va participar en la Batalla del Dnièper contra els mongols.
De 1224 a 1233 va regnar a la Rus de Kíev. Però fou fet presoner pels kiptxak i destronat per Iziaslav de Sevèria. Vladímir va pagar el rescat i recuperà el tron en 1234. El 1236, va ser deposat de nou per Danïil I de Kíev i Iuri II de Vladímir.